# Marcq-en-Ostrevent
Marcq-en-Ostrevent är en kommun i departementet Nord i regionen Hauts-de-France i norra Frankrike. Kommunen ligger i kantonen Arleux som tillhör arrondissementet Douai. År 2022 hade Marcq-en-Ostrevent 751 invånare.

## Befolkningsutveckling
Antalet invånare i kommunen Marcq-en-Ostrevent
| Referens: INSEE |